# Andrei Grytsak
Andriy Grytsak, (nacido el 16 de junio de 2000) es un jugador de baloncesto ucraniano. Con 2.01 metros de estatura, juega en la posición de ala-pívot que pertenece a la plantilla del Atenas de la Liga Uruguaya de Ascenso.

## Trayectoria
Andrei llega a la cantera de Movistar Estudiantes en 2016, donde comenzó alternando el equipo junior con el filial de la liga EBA.
En la temporada 2018/19, alterna el equipo de la Liga EBA con el de la Liga ACB, teniendo algunos minutos en el primer equipo del  Club Baloncesto Estudiantes.
El 18 de noviembre de 2018, debuta en la Liga Endesa en un partido frente al FC Barcelona en el que jugaría un minuto y veinticuatro segundos en la derrota en casa del conjunto estudiantil por 84 a 101.
Durante la temporada 2019-20, el jugador es cedido al Levitec Huesca de la Liga LEB Oro, en la que acabó jugando 18 encuentros, pero su tiempo se redujo a algo más de 9 minutos por partido. Por consiguiente números bajos de promedio, 1,3 puntos (25% de 2, 18% de 3, 30% de tiro libre), 1,8 rebotes, 0,3 asistencias, 0,7 robos de balón y 0,8 tapones. 
En junio de 2020, hace oficial su incorporación al Ferro-ZNTU Zaporozhye de la Superliga de baloncesto de Ucrania.
El 2 de marzo de 2022, firma por el Club Bàsquet Prat de la Liga LEB Oro.
En la temporada 2022-23, firma por el BC Budivelnyk para disputar la FIBA Europe Cup (jugando como local en Italia) y la Balkan League.
El 27 de marzo de 2023, firma con el Albacete Basket en la LEB Oro.
El 11 de septiembre de 2023, firma con el Defensor Sporting de la Liga Uruguaya de Básquetbol.
El 17 de abril de 2025 firma con Atenas de la Liga Uruguaya de Ascenso.

## Internacional
En 2018, disputa el Europeo sub-20 y el Europeo sub-18 con la Selección de baloncesto de Ucrania, en el sub-18 firmó 4,7 puntos y 4,4 rebotes por duelo.